# Zuidwest-talen
De Zuidwest-talen is een taalfamilie die slechts één taal omvat, het Siraya. De familie behoort tot de Oost-Formosaanse talen.

## Classificatie
- Austronesische talen (1268)
  - Oost-Formosaanse talen (5)
    - Zuidwest-talen (1)

## Taal
- Siraya

## Verspreiding van de sprekers
- Taiwan: 0; In de ranglijst van meest gesproken talen in Taiwan staat het Siraya als laatste op nummer 20, volgens de totalen van het aantal sprekers op nummer 21.